# Legge sull'alcool (Svizzera)
La legge sull'alcool è una legge federale svizzera promulgata il 21 giugno 1932 sulle bevande distillate (legge sull'alcool; RS 680) che disciplina la fabbricazione, la distribuzione, l'acquisto e il consumo di bevande alcoliche. Si fonda sugli articoli 105 e 131 capoverso 1 lettera b e capoverso 3 della Costituzione della Confederazione Svizzera.
La Regìa federale degli alcool è incaricata dell'applicazione pratica della legislazione sull'alcool. 

## Contenuto della legge
La legge sull'alcool è applicabile a tutte le bevande contenenti etanolo in tutte le sue forme, qualunque ne sia il modo di fabbricazione (cosiddette bevande spiritose). Nel suo campo d'applicazione rientrano anche i vini con un tenore alcolico superiore al 18 per cento del volume (ad es. vermut, vini dolci o specialità di vino) e gli alcopop. Bevande alcoliche quali birra, vino e vino di frutta non sono regolamentate dalla legge sull'alcool bensì dalla legge federale del 9 ottobre 1992 sulle derrate alimentari e gli oggetti d'uso (legge sulle derrate alimentari, LDerr; RS 817.0).
La legge sull'alcool disciplina la fabbricazione, il commercio e l'imposizione delle bevande spiritose, come pure l'importazione e la distribuzione dell'etanolo. La Confederazione detiene il monopolio sia della fabbricazione di bevande spiritose sia della fabbricazione e importazione di etanolo.

## Storia
La prima legge sull'alcool risale al 1887 e regolava principalmente la produzione di distillato di patate. La causa dell'emanazione di questa legge era stato il consumo smisurato di questa bevanda, tanto da parlare di «Kartoffelschnapspest». Solo a partire dal 1932 tutte le bevande distillate sono considerate nella legge sull'alcool. Inoltre, a partire dal 1949 venne promosso l'utilizzo analcolico della frutta e delle patate.
Nel 1997 la legge sull'alcool è stata oggetto di un'ulteriore ampia revisione che ha portato alla liberalizzazione del mercato e all'introduzione di un'aliquota d'imposta unitaria. Inoltre, sono state emanate agevolazioni a favore del commercio svizzero mentre l'utilizzo analcolico della frutta e delle patate è stato inserito nella politica agricola.

## Revisione parziale (2016)
Dopo quattro anni di dibattiti, le Camere federali hanno stralciato il progetto di revisione totale a causa di numerose divergenze insuperabili. Il Consiglio federale propone adesso una Revisione parziale in due fasi. Tre aspetti condivisi previsti nella revisione totale sono oggetto di una prima revisione parziale della legge sull'alcool: l'integrazione della Regìa federale degli alcool (RFA) nell'Amministrazione federale delle dogane (AFD), la privatizzazione del centro di profitto Alcosuisse della RFA e la soppressione del monopolio federale sull'importazione di etanolo. Il Parlamento ha approvato definitivamente la revisione parziale della legge sull’alcool durante la sessione autunnale 2016. L’entrata in vigore avverrà a tappe.

## Progetto di Revisione totale (2008-2015)

### Situazione iniziale
La legge sull'alcool è una delle più vecchie della Confederazione. Malgrado parecchie revisioni parziali non soddisfa più l'attuale realtà sociopolitica ed economica:
- Dopo la «Schnapspest» del XIX e XX secolo la gente ha tenuto un comportamento viepiù consapevole verso l'alcol.[2]
- La produzione nazionale di bevande spiritose è in forte calo. Negli ultimi trenta anni la sua quota nel mercato svizzero è passata dall'80 al 13 per cento e al 3 per cento del mercato delle bevande alcoliche.[3]
- Dal 2008 in Svizzera non viene più prodotto etanolo.

Con la nuova  Costituzione federale è cambiata anche la situazione giuridica di base. Oggi la Confederazione non è più tenuta a prendere misure per ridurre l'importazione e la produzione di bevande spiritose ed etanolo. L'articolo 105 della nuova Costituzione federale obbliga ora solo a tenere conto degli effetti nocivi del consumo di alcol.

### Obiettivi
La revisione totale della legge sull'alcol dovrebbe costituire un'importante premessa per migliorare l'efficienza e l'effettività della politica federale in materia di alcol. In particolare devono essere raggiunti i seguenti tre obiettivi:
1. Liberalizzazione del mercato dell'etanolo e delle bevande spiritose
2. Ottimizzazione del sistema fiscale e di controllo
3. Ottimizzazione della sistematica della legge

### Consultazione (2010)
Il 30 giugno 2010 il Consiglio federale ha avviato la consultazione concernente la revisione totale della legge sull'alcool. Esso ha posto in consultazione due avamprogetti di legge:
- La legge sull'imposizione delle bevande spiritose (LIBs), che disciplina la riscossione e il controllo delle imposte di consumo sulle bevande spiritose e sull'etanolo destinato al consumo.
- La (nuova) legge sull'alcol (LAlc), che raggruppa le vigenti disposizioni sul commercio e sulla pubblicità delle bevande alcoliche disciplinate in differenti leggi e ne fissa la competenza esecutiva.

Tra l'inizio del mese di luglio e la fine del mese di ottobre 2010 alla Regia federale degli alcool (RFA) sono pervenuti 183 pareri.
Il disegno di legge sull'imposizione delle bevande spiritose ha riscosso vasti consensi. Per contro, sebbene sia stata accolta favorevolmente dai Cantoni e dai Comuni, la nuova legge sul commercio dell'alcol è stata criticata dall'economia, che ha considerato le misure troppo incisive e ha segnalato la mancanza di una base costituzionale per la regolamentazione della vendita di birra e vino. I rappresentanti della prevenzione hanno accolto positivamente gli indirizzi della nuova legge sul commercio dell'alcol, ma hanno ritenuto che le misure proposte non siano sufficientemente incisive e al riguardo hanno avuto il sostegno di diversi Cantoni.

### Messaggio (2012)
Sulla base dei risultati della consultazione, il 25 gennaio 2012 il Consiglio federale ha licenziato il messaggio sulla revisione totale della legge sull'alcol e ha sottoposto, per approvazione, alle Camere federali due progetti, ovvero la legge sull'imposizione delle bevande spiritose e la legge sul commercio dell'alcol.
Saranno aboliti tre monopoli – vale a dire il monopolio per la fabbricazione e per l'importazione di etanolo e il monopolio per la fabbricazione di bevande spiritose – come pure 41 delle 43 autorizzazioni statali. Agevolazioni fiscali mirate e concordate in convenzioni internazionali dovrebbero sgravare il settore (esenzioni per gli ammanchi durante la lavorazione, il travaso e il deposito, scaglionamento dell'imposta per piccoli produttori, esenzione dall'imposta per le derrate alimentari contenenti bevande spiritose).
Nell'ambito della pubblicità è previsto un leggero allentamento delle restrizioni per la pubblicità di bevande spiritose, mentre permane vietata la pubblicità che riproduce stili di vita.
La conferma dell'età minima legale per la consegna di bevande alcoliche (18 anni per le bevande spiritose, 16 anni per birra e vino), l'istituzione di una base legale per eseguire test d'acquisto e il divieto di cessione di bevande alcoliche ai minorenni, dovrebbero facilitare l'attuazione più efficace delle disposizioni sulla tutela della gioventù. L'armonizzazione a livello federale del cosiddetto articolo dello sciroppo obbliga le mescite a offrire tre bevande analcoliche a un prezzo più basso di quello della stessa quantità di bevanda alcolica meno cara. Questa prescrizione non deve solo incentivare il consumo di bevande analcoliche, ma deve anche limitare la mescita di alcolici a prezzi eccessivamente bassi.
Il Consiglio federale prevede l'introduzione di un «regime notturno» come misura volta a contrastare nuovi aspetti problematici: dalle ore 22.00 alle ore 06.00 non sarà più possibile acquistare bevande alcoliche nei negozi al dettaglio e nelle mescite non saranno più consentite le offerte civetta. Come finora, le offerte civetta per le bevande spiritose continueranno a essere di principio vietate.
Per tenere conto delle diverse problematiche regionali, queste misure sono concepite come standard a livello federale e possono essere completate in funzione delle esigenze dei Cantoni.
A seguito dell'abolizione del monopolio per l'importazione di etanolo, Alcosuisse – il centro di profitto della RFA – sarà privatizzato. Con la rinuncia alla propria autonomia giuridica, la parte rimanente della RFA sarà integrata nell'Amministrazione federale delle dogane (AFD) dove la costituenda nuova unità organizzativa continuerà a occuparsi dell'esecuzione della politica in materia di alcol e di vigilanza del mercato dell'alcol.

### Parlamento (2013-2015)
La fase parlamentare della revisione totale della legge sull'alcool è stata ufficialmente avviata nel mese di gennaio del 2013. 
Nella sessione invernale 2015 sia il Consiglio degli Stati che il Consiglio nazionale si sono espressi a favore dello stralcio della revisione totale della legge sull'alcool. 
Prima dello stralcio della revisione totale sussistevano tra le Camere le seguenti divergenze:
- Sistema d'imposizione: Il Consiglio nazionale era favorevole a l'introduzione di una regolamentazione delle quantità mancanti, una riduzione d'imposta del 30 per cento per i produzioni annue fino a 1000 litri di alcol puro e incentivi di carattere non fiscale per il settore svizzero delle bevande spiritose.
- Aliquota: Il Consiglio degli Stati intendeva mantenere l'attuale aliquota di 29 franchi per litro di alcol puro. Il Consiglio nazionale era favorevole a un aumento a 32 franchi.
- Vendita di bevande alcoliche: Il Consiglio degli Stati era favorevole al divieto di vendita al dettaglio tra le ore 22.00 e le ore 06.00. Il Consiglio nazionale continuava a opporsi a un simile divieto.